# Serra de Vallivana
La Serra de Vallivana o Serra de la Vallivana és una alineació muntanyosa del País Valencià. Es troba a l'interior de la província de Castelló, a les comarques de l'Alt Maestrat i Baix Maestrat, al llarg de la carretera que va de Vinaròs a Morella.

## Topònim
Aquesta serra duu el nom de la Mare de Déu de Vallivana, patrona de Morella.

## Geografia

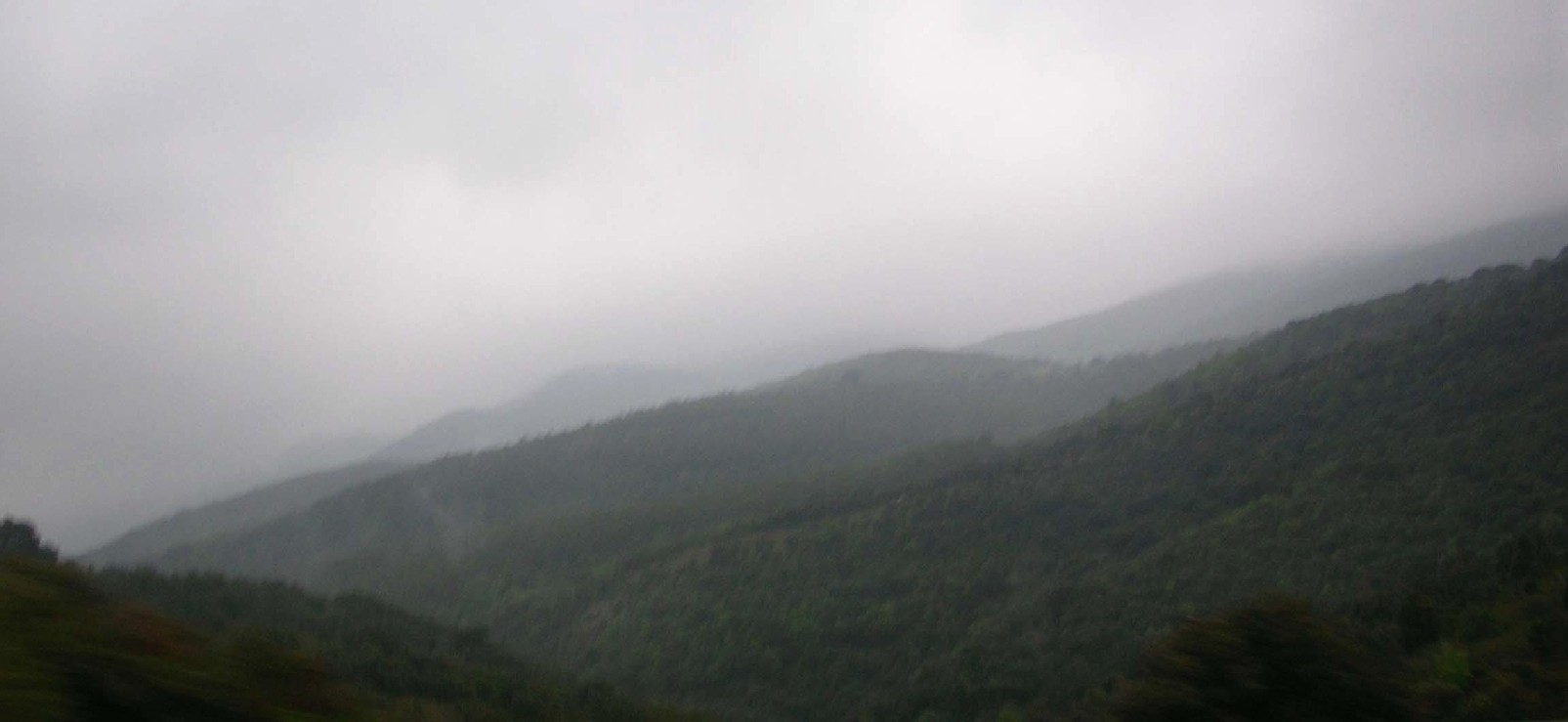
Vista de la serra durant una tempesta a l'hivern

El punt més elevat és la muntanya Muixacre, de 1.275 m, situada prop del Port de Querol en la carretera N-232. Altres cims importants són Montserrat i Talaió. Aquestes muntanyes es troben cobertes per la neu a l'hivern.
La serra s'alça entre la població gairebé abandonada de Vallivana i els punts més septentrionals de les muntanyes del Maestrat, el sud de la Serra del Turmell i l'oest de la Serra de l'Espadella. La ruta més fàcil per accedir-hi és des de Vallivana o Morella.

## Ecologia
Aquesta zona muntanyosa escassament poblada té la zona boscosa més important de la regió, amb grans aus de presa com el voltor lleonat, i animals salvatges com el cérvol, cabirol, cabra salvatge ibèrica i porc senglar.
L'àrea d'aquesta serra, junt a la propera Tinença de Benifassà i Serra del Turmell va ser declarada Lloc d'Importància Comunitària (LIC) per la Unió Europea sota el nom de Tinença de Benifassà Turmell i Vallivana.